# 야엘 그롭글라스
야엘 그롭글라스(히브리어: יעל גרובגלס, 영어: Yael Grobglas, 1984년 5월 31일 ~ )는 이스라엘의 배우이다.

## 출연 작품
- 하나님과의 인터뷰 (2018)
- 예루살렘Z: 좀비와의 전쟁 (2015)
- 칼레벗 - 레이비즈 (2010)